# Liste des athlètes qui ont participé aux Jeux paralympiques et olympiques
Il s'agit d'une liste d'athlètes qui ont participé à la fois aux Jeux paralympiques et aux Jeux olympiques.

## Histoire
Bien avant les Jeux paralympiques, le gymnaste américain George Eyser, qui a une jambe de bois, participe aux Jeux olympiques d'été de 1904 et remporte trois médailles d'or, deux d'argent et une de bronze, dont une médaille d'or au saut de cheval, une épreuve qui comprend alors un saut au-dessus d'un long cheval sans l'aide d'un tremplin. Il y a également d'autres médaillés amputés aux Jeux olympiques avant la création des Jeux paralympiques. Le Hongrois Olivér Halassy, dont la jambe gauche est amputée sous le genou, remporte trois médailles (deux d'or et une d'argent) en water-polo, en 1928, 1932 et 1936. Károly Takács, également hongrois, remporte l'or au tir aux Jeux olympiques d'été de 1948. Sa main droite avait été « brisée par une grenade » dix ans auparavant et il a appris à tirer avec la gauche. L'escrimeuse sourde hongroise Ildikó Újlaky-Rejtő a remporté deux médailles individuelles (une d'or et une de bronze) et cinq médailles par équipe aux Jeux olympiques entre 1960 et 1976. Bien que sa carrière olympique coïncide avec le début des Jeux paralympiques, elle ne participe pas à ces derniers, car l'escrime paralympique est une escrime en fauteuil roulant.
Plusieurs athlètes handicapés ont participé à la fois aux Jeux olympiques et aux Jeux paralympiques.
La Néo-Zélandaise Neroli Fairhall est la première concurrente paraplégique à participer aux Jeux olympiques. Après avoir participé aux Jeux paralympiques d'été de 1980, elle remporte l'or lors de l'introduction du tir à l'arc aux Jeux du Commonwealth de Brisbane en 1982. Un autre athlète, le Canadien Brian McKeever, malvoyant, est sélectionné pour participer aux Jeux olympiques d'hiver de 2010 à Vancouver, mais est finalement mis de côté par son entraîneur. Cependant, le frère de Brian, Robin McKeever, qui a remporté plusieurs médailles aux Jeux paralympiques d'hiver en tant que guide d'aveugle de Brian, participe au ski de fond aux Jeux olympiques d'hiver de 1998 à Nagano. Le nageur sud-africain sourd Terence Parkin remporte une médaille d'argent au 200 mètres brasse aux Jeux olympiques de Sydney en 2000 et participe également aux Jeux d'Athènes en 2004, mais il ne participe jamais aux Jeux paralympiques car ceux-ci ne prennent pas en compte les nageurs sourds.
Le coureur sud-africain Oscar Pistorius est le détenteur du record du monde masculin en catégorie T43 dans les épreuves de 100, 200 et 400 mètres. Avec un temps de 47,07 secondes sur 400 mètres enregistré le 19 juillet 2011, il atteint le critère de qualification « A » pour les Championnats du monde 2011 et les Jeux olympiques d'été de 2012. À Londres en 2012, Pistorius devient le premier amputé à courir aux Jeux olympiques d'été, où il participe aux épreuves du 400 mètres et du relais 4 × 400, mais ne remporte pas de médaille.
Le double vainqueur du marathon olympique, l'Éthiopien Abebe Bikila, en fauteuil roulant depuis un accident de voiture en 1969, n'a jamais participé aux Jeux paralympiques, car l'équipe éthiopienne de tir à l'arc n'est pas arrivée à Heidelberg pour les Jeux paralympiques d'été de 1972,.

## Liste
| Athlète (Nation)            | Handicap                                       | Jeux paralympiques                                                             | Jeux paralympiques         | Jeux olympiques                                | Jeux olympiques                      |
| Athlète (Nation)            | Handicap                                       | Édition                                                                        | Sport                      | Édition                                        | Sport                                |
| --------------------------- | ---------------------------------------------- | ------------------------------------------------------------------------------ | -------------------------- | ---------------------------------------------- | ------------------------------------ |
| Neroli Fairhall (NZL)       | Fauteuil roulant                               | 1980 Arnhem 1988 Séoul 2000 Sydney                                             | Tir à l'arc                | 1984 Los Angeles                               | Tir à l'arc                          |
| Pál Szekeres (HUN)          | Fauteuil roulant                               | 1992 Barcelone 1996 Atlanta 2000 Sydney 2004 Athènes 2008 Beijing 2012 Londres | Escrime handisport         | 1988 Seoul                                     | Escrime                              |
| Sonia Vettenburg (BEL)      | Fauteuil roulant                               | 1984 New York/Stoke Mandeville 1988 Séoul                                      | Tir sportif                | 1992 Barcelone                                 | Tir sportif                          |
| Paola Fantato (ITA)         | Fauteuil roulant à la suite d'une poliomyélite | 1988 Séoul 1992 Barcelone 1996 Atlanta 2000 Sydney 2004 Athènes                | Tir à l'arc                | 1996 Atlanta                                   | Tir à l'arc                          |
| Marla Runyan (USA)          | Déficience visuelle                            | 1992 Barcelone 1996 Atlanta                                                    | Athlétisme                 | 2000 Sydney 2004 Athènes                       | Athlétisme                           |
| Orazio Fagone (ITA)         | Amputation d'une jambe                         | 2006 Turin 2010 Vancouver                                                      | Para-hockey sur glace      | 1988 Calgary 1992 Albertville 1994 Lillehammer | Patinage de vitesse sur piste courte |
| Natalia Partyka (POL)       | Amputation congénitale de la main droite       | 2000 Sydney 2004 Athènes 2008 Beijing 2012 Londres 2016 Rio 2020 Tokyo         | Tennis de table            | 2008 Beijing 2012 Londres 2016 Rio 2020 Tokyo  | Tennis de table handisport           |
| Natalie du Toit (RSA)       | Amputation d'une jambe                         | 2004 Athènes 2008 Beijing 2012 Londres                                         | Natation handisport        | 2008 Beijing                                   | Natation                             |
| Oscar Pistorius (RSA)       | Amputation bilatéral sous le genou             | 2004 Athènes 2008 Beijing 2012 Londres                                         | Athlétisme                 | 2012 Londres                                   | Athlétisme                           |
| Assunta Legnante (ITA)      | Déficience visuelle                            | 2012 Londres 2016 Rio                                                          | Athlétisme                 | 2008 Beijing                                   | Athlétisme                           |
| Pepo Puch (AUT)             | Paraplégie                                     | 2012 Londres 2016 Rio                                                          | Équitation                 | 2004 Athènes                                   | Équitation                           |
| Ilke Wyludda (GER)          | Amputation d'une jambe                         | 2012 Londres                                                                   | Athlétisme                 | 1992 Barcelone 1996 Atlanta 2000 Sydney        | Athlétisme                           |
| Zahra Nemati (IRI)          | Fauteuil roulant                               | 2012 Londres 2016 Rio                                                          | Tir à l'arc                | 2016 Rio                                       | Tir à l'arc                          |
| Melissa Tapper (AUS)        | Dommage aux nerfs du bras droit                | 2012 Londres 2016 Rio 2024 Paris                                               | Tennis de table handisport | 2016 Rio 2024 Paris                            | Tennis de table                      |
| Sandra Paović (CRO)         | Paralysie due à un accident                    | 2016 Rio                                                                       | Tennis de table handisport | 2008 Beijing                                   | Tennis de table                      |
| Bruna Costa Alexandre (BRA) | Amputation du bras droit à l'âge de six mois   | 2024 Paris                                                                     | Tennis de table handisport | 2024 Paris                                     | Tennis de table                      |

## Les médaillés olympiques et paralympiques
Il n'y a actuellement qu'un seul athlète qui a remporté une médaille aux Jeux olympiques avant de devenir handicapé, et qui a ensuite remporté des médailles aux Jeux paralympiques. L'escrimeur hongrois Pál Szekeres remporte une médaille de bronze aux Jeux olympiques d'été de 1988, puis devient handicapé à la suite d'un accident de bus et remporte ensuite trois médailles d'or et trois médailles de bronze en escrime en fauteuil roulant aux Jeux paralympiques,.
En 2012, Craig MacLean, cycliste sur piste britannique et médaillé d'argent aux Jeux olympiques, est le pilote voyant d'Anthony Kappes lorsqu'ils remportent l'or aux Jeux paralympiques de 2012. Pour la première fois dans ces jeux, les guides voyants d'athlètes aveugles reçoivent également des médailles, et MacLean, bien que n'étant pas lui-même handicapé, devient le deuxième athlète à remporter des médailles à la fois aux Jeux olympiques et paralympiques. De la même manière, le cycliste français François Pervis, pilote de Raphaël Beaugillet aux Jeux paralympiques de 2020, obtient la médaille de bronze du kilomètre, cinq ans après sa médaille de bronze sur la vitesse par équipes aux Jeux olympiques de 2016.
Le nageur Terence Parkin sud-africain remporte une médaille d'argent au 200 mètres brasse à Sydney en 2000, et deux médailles d'or aux Deaflympics en 2005.

## Guides voyants
Il existe des guides voyants, tels que Robin McKeever, Craig MacLean ou François Pervis qui ont participé aux Jeux olympiques et paralympiques,.

## Courses olympiques en fauteuil roulant
De 1984 à 2004, de nombreux athlètes ont participé à des courses en fauteuil roulant aux Jeux olympiques. Aucune médaille n'est décernée et les courses sont intégrées au programme olympique d'athlétisme en tant qu'épreuves de démonstration uniquement. Les concurrents en fauteuil roulant qui ont participé à ces courses ne sont généralement pas considérés comme ayant concouru dans le programme olympique proprement dit, car il ne s'agit pas d'épreuves de remise de médailles ni d'épreuves auxquelles participent des athlètes valides.

## Voir également
- Catégories de handicap aux Jeux Paralympiques